# Wat Phra Kaew, Chiang Rai
19°54′42″B 99°49′39″Đ / 19,91167°B 99,8275°Đ
Wat Phra Kaew (tiếng Thái Lan: วัดพระแก้ว) là một quần thể chùa và tu viện Phật giáo ở Thanon Trairat tại Tambon Wiang, huyện Mueang, tỉnh Chiang Rai, Thái Lan.
Wat Phra Kaew đã được chỉ định làm ngôi chùa hoàng gia đầu tiên ở Chiang Rai ngày 31 tháng 5 năm 1978 (năm 2521 Phật lịch).
Ngôi chùa từng được gọi là Pa Yeah (วัดป่าเยี้ยะ hay วัดป่าญะ - Chùa Rừng Tre) vì trên thực tế xung quanh chùa này có tre bao bọc cho đến năm 1434 khi chedi của nó bị sét đánh để lộ ra hình ảnh Phật ngọc bên trong. Sau thời điểm đó chùa được đổi tên thành Phra Kaew.

## Tham khảo

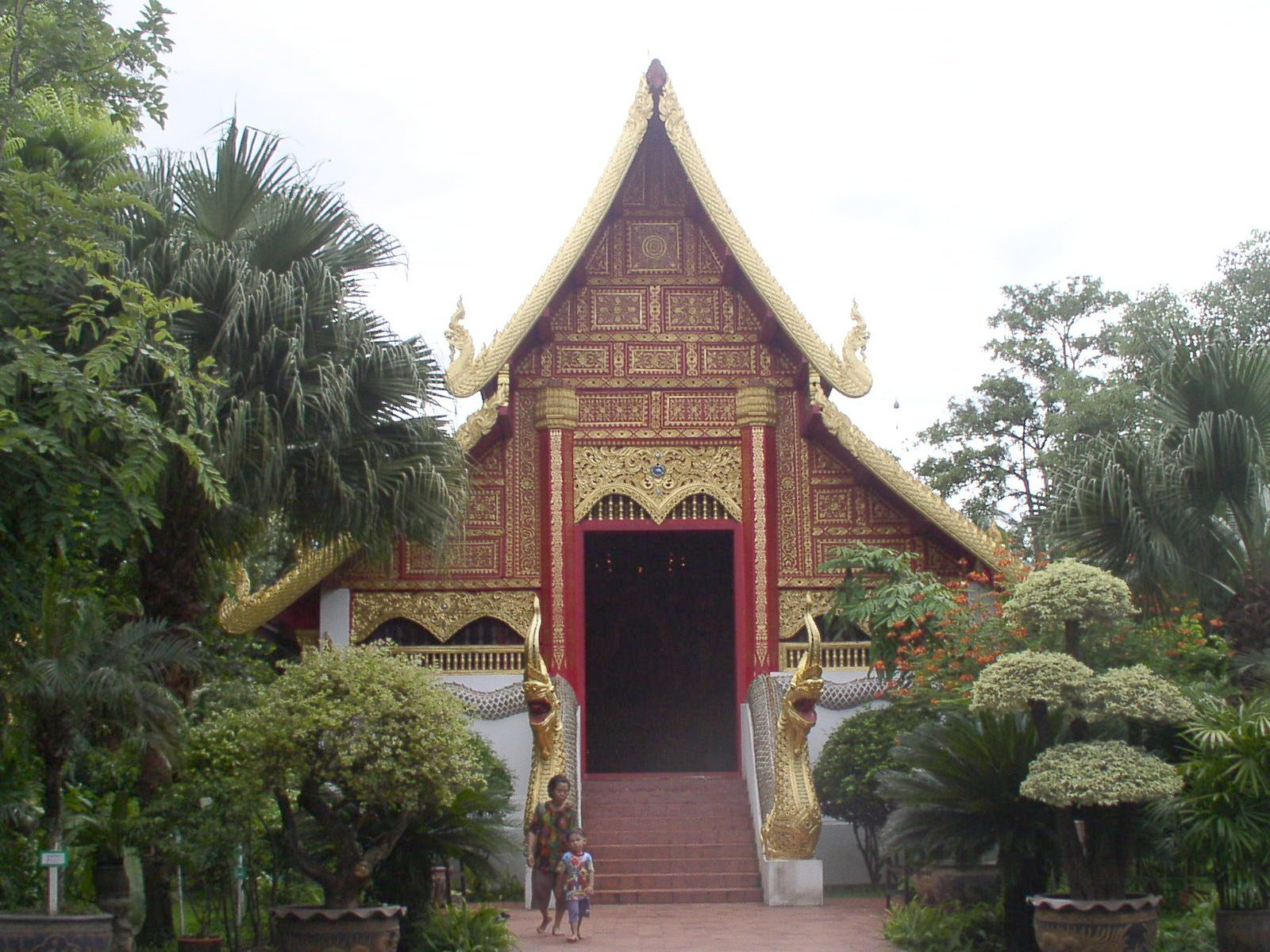
Một thư viện của chùa
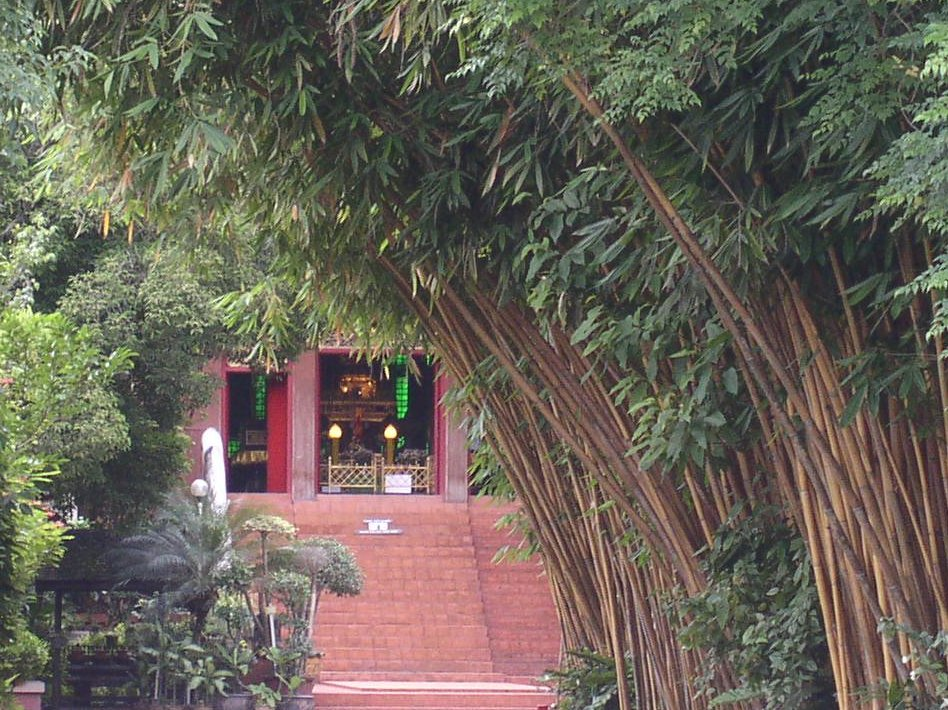
Chùa còn có tên là Chùa Trúc Vàng vì đường vào chùa có rất nhiều trúc